# Barillas FC
Deportivo Barillas Fútbol Club – gwatemalski klub piłkarski z siedzibą w mieście Santa Cruz Barillas, w departamencie Huehuetenango. Występuje w rozgrywkach Segunda División. Domowe mecze rozgrywa na obiekcie Estadio Carlos Enrique Mérida Cardona.

## Historia
Przez cały okres swojego istnienia klub występował w niższych ligach gwatemalskich, głównie na trzecim szczeblu. W drugiej lidze grał w latach 2013–2018.

## Trenerzy
- Ever González (2013–2014)[1]
- Ángel Orellana (2018)[2]
- Eduardo Santana (2018–2019)[3]
- Helmer Escobedo (2019)[4]
- Henry Barrientos (2020)[5]
- Carlos Cano (2020)[6]
- Carlos de Paz (2020)[6]
- Carlos Cano (od 2021)[7]